# TransCanada Tower (Calgary)
TransCanada Tower ist ein Gebäudekomplex in Calgary, Alberta, Kanada. Es befindet sich an der 450 1st Street SW, und erreicht die Höhe von 177 Metern und verfügt über 38 Etagen. Das Gebäude wurde 2001 fertiggestellt und dient als Hauptsitz von der TransCanada Corporation.

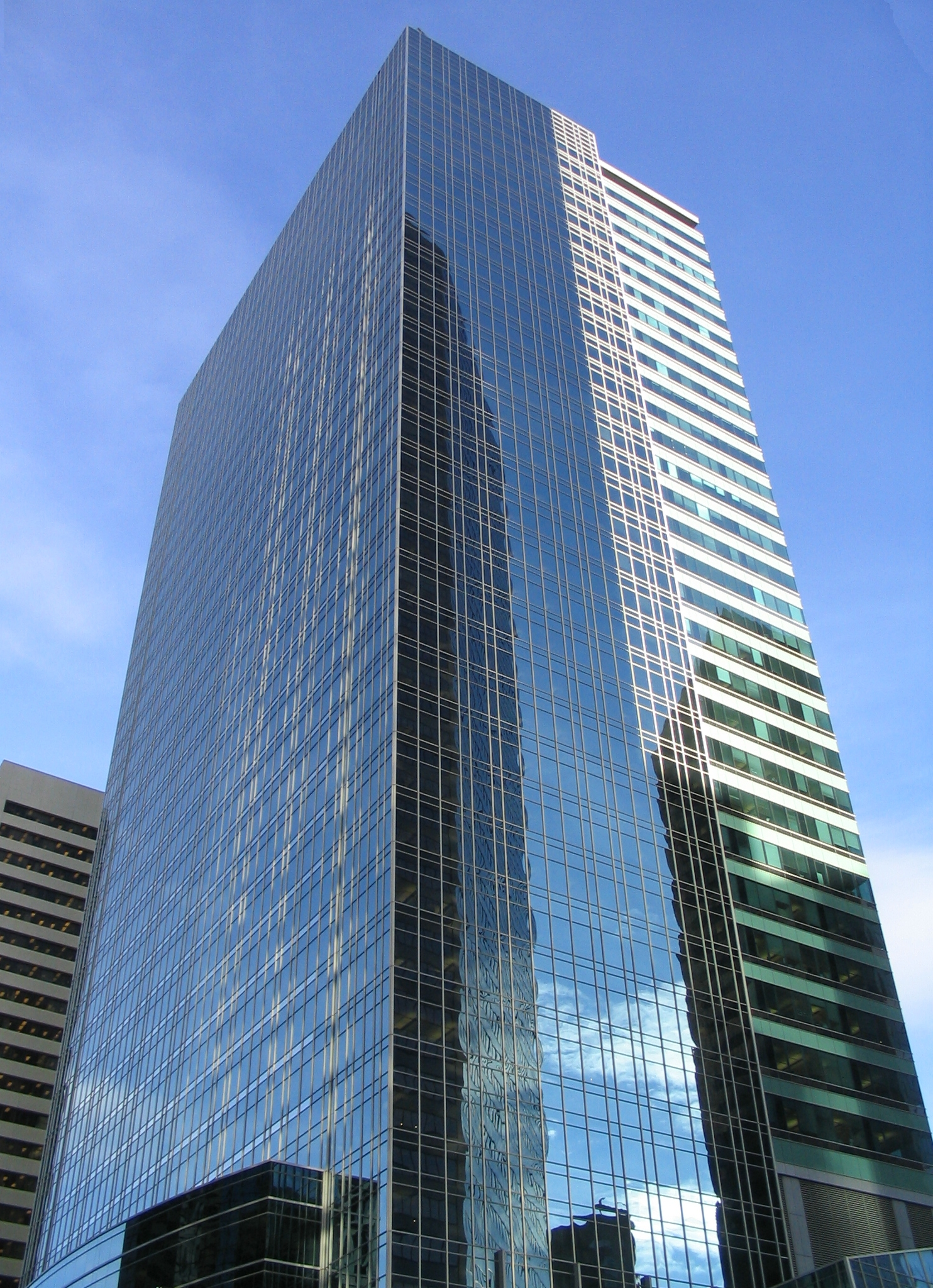
Trans Canada Tower vom Westen
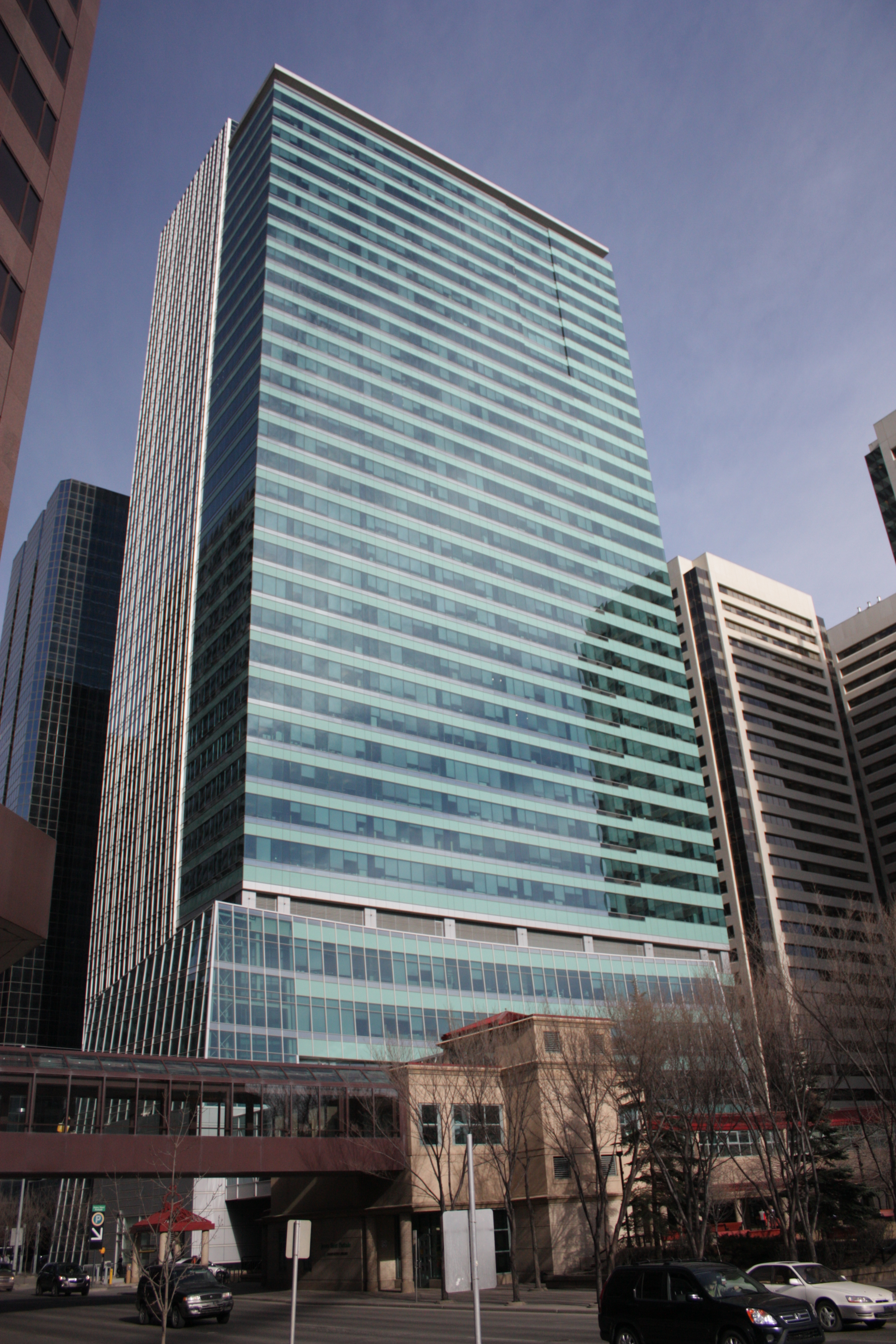
TransCanada Tower vom Osten
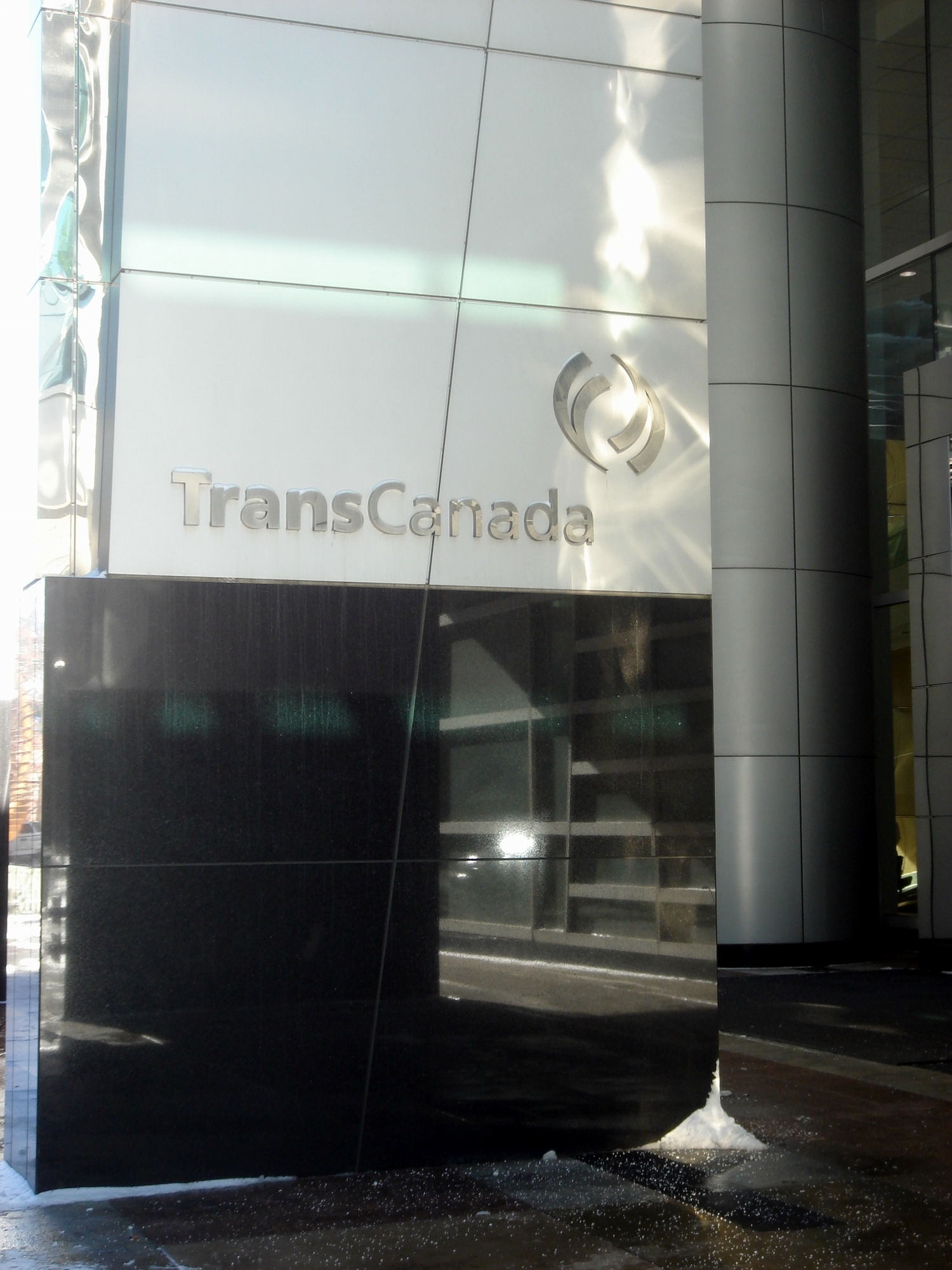
Foyer des Trans Canada Tower